# Battistero di San Giovanni (Varese)
Il battistero di San Giovanni è un edificio religioso della città di Varese, edificato tra il XII e il XIII secolo e dedicato a San Giovanni Battista.

## Storia

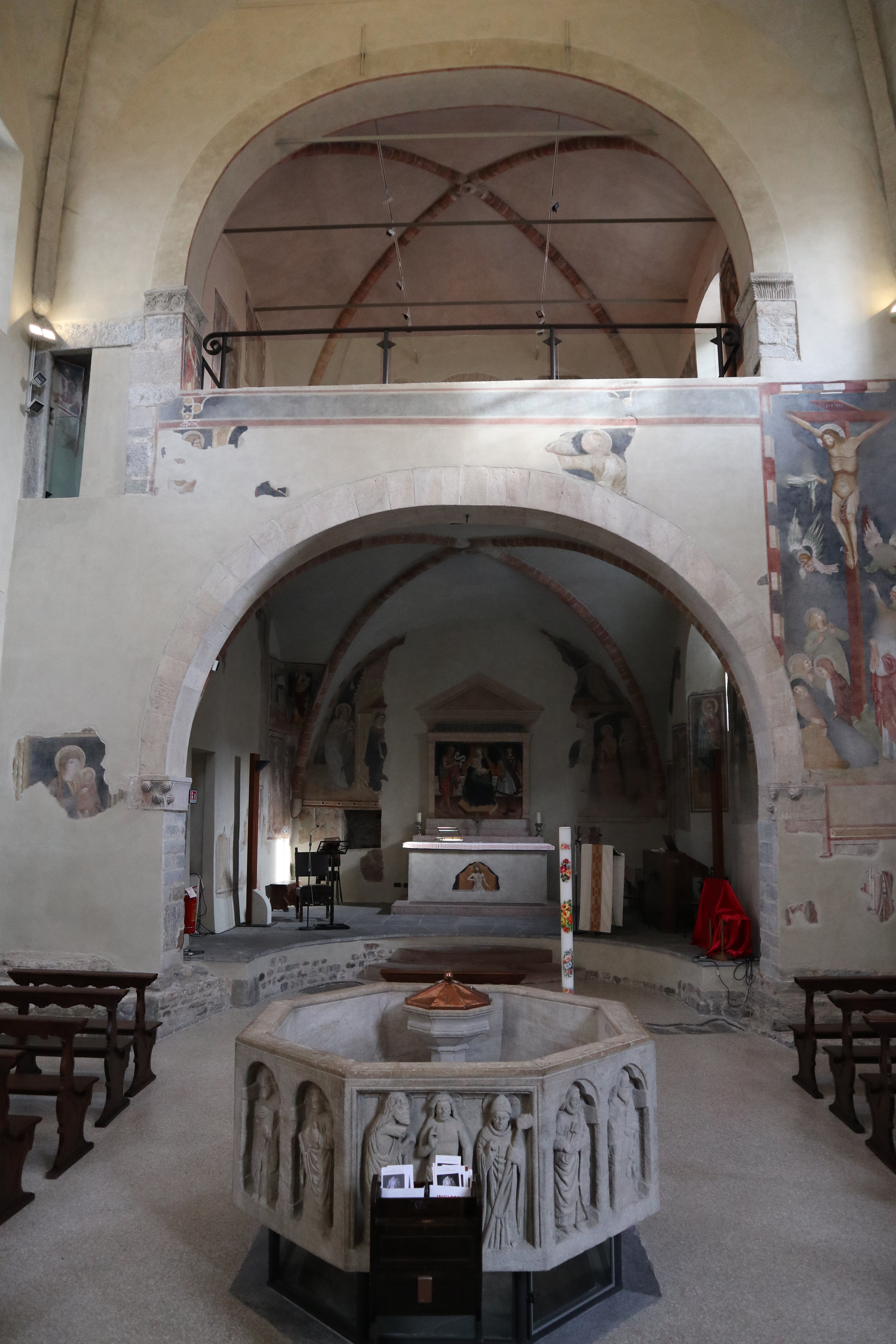
Interno del Battistero.

Il battistero sorge alle spalle del campanile della basilica di San Vittore. Su quest'area, dapprima sorse un preesistente edificio analogo, a pianta esagonale, eretto nel VII-IX secolo, del quale si conserva la vasca battesimale a immersione.
Fra il XII e il XIII secolo, l'edificio alto-medievale, venne sostituito con quello romanico odierno. Sopra la vasca quadrangolare a immersione venne posto un grande fonte ottagonale e venne eseguita la decorazione a fresco.

## Architettura
Il battistero all'esterno si presenta come un parallelepipedo alto e stretto con facciata a capanna incorniciata da due lesene. Una fila di archetti pensili sottolineano i salienti e proseguono orizzontalmente sotto il tetto dei lati nord e sud. La facciata è aperta, in basso, da un unico portale leggermente strombato sormontato da un oculo centrale e stretto fra due monofore. Il lato meridionale è aperto da due monofore e da un portale minore, con arco a sesto acuto, oggi murato. 
Risalgono al Trecento l'edicola con la statua di San Giovanni Battista posta in cima alla facciata e gli affreschi delle lunette del portale principale e di quella della porta nel fianco destro. Queste decorazioni pittoriche sono attribuite al Maestro della Tomba Fissiraga.
Planimetricamente, l'edificio presenta due aule quadrangolari disposte sull'asse est-ovest: quella occidentale destinata al rito del Battesimo e quella orientale, più piccola, a funzione di presbiterio.
La grande vasca battesimale monolitica è situata al centro dell'aula principale e si presenta di forma ottagonale. Sulle sue otto facce si trovano rilievi raffiguranti il Battesimo di Cristo e gli Apostoli, incompiuti. Il fonte venne scolpito da un maestro campionese tra il XIII e il XIV secolo.
L'interno ospita una serie di affreschi che furono eseguiti in un arco temporale compreso tra il 1320 e l'inizio del XIV secolo dal cosiddetto Maestro della Tomba Fissiraga. Il più antico di questi, databile al 1320, è la Madonna del Latte sulla parete sinistra del presbiterio.

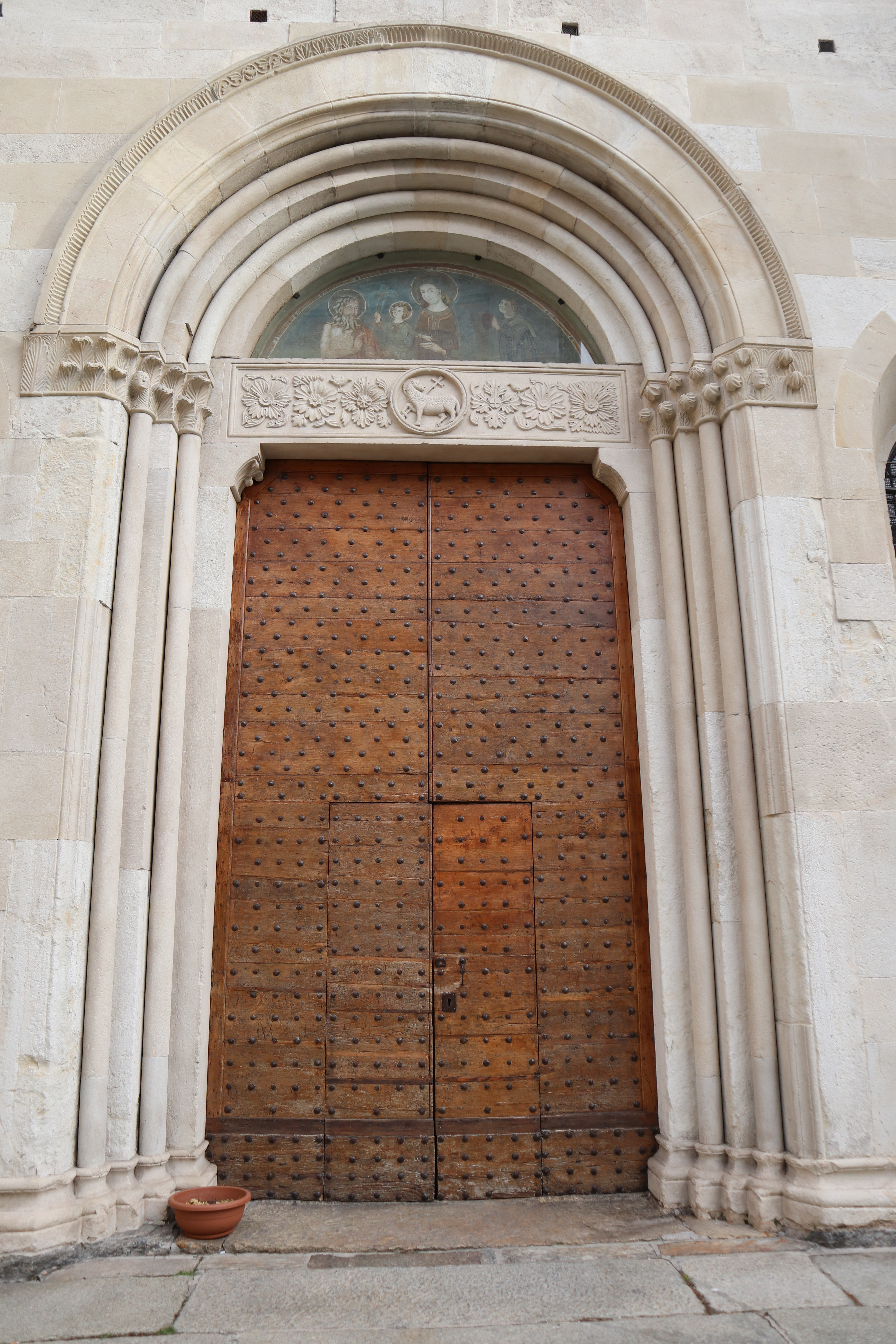
Il portale principale
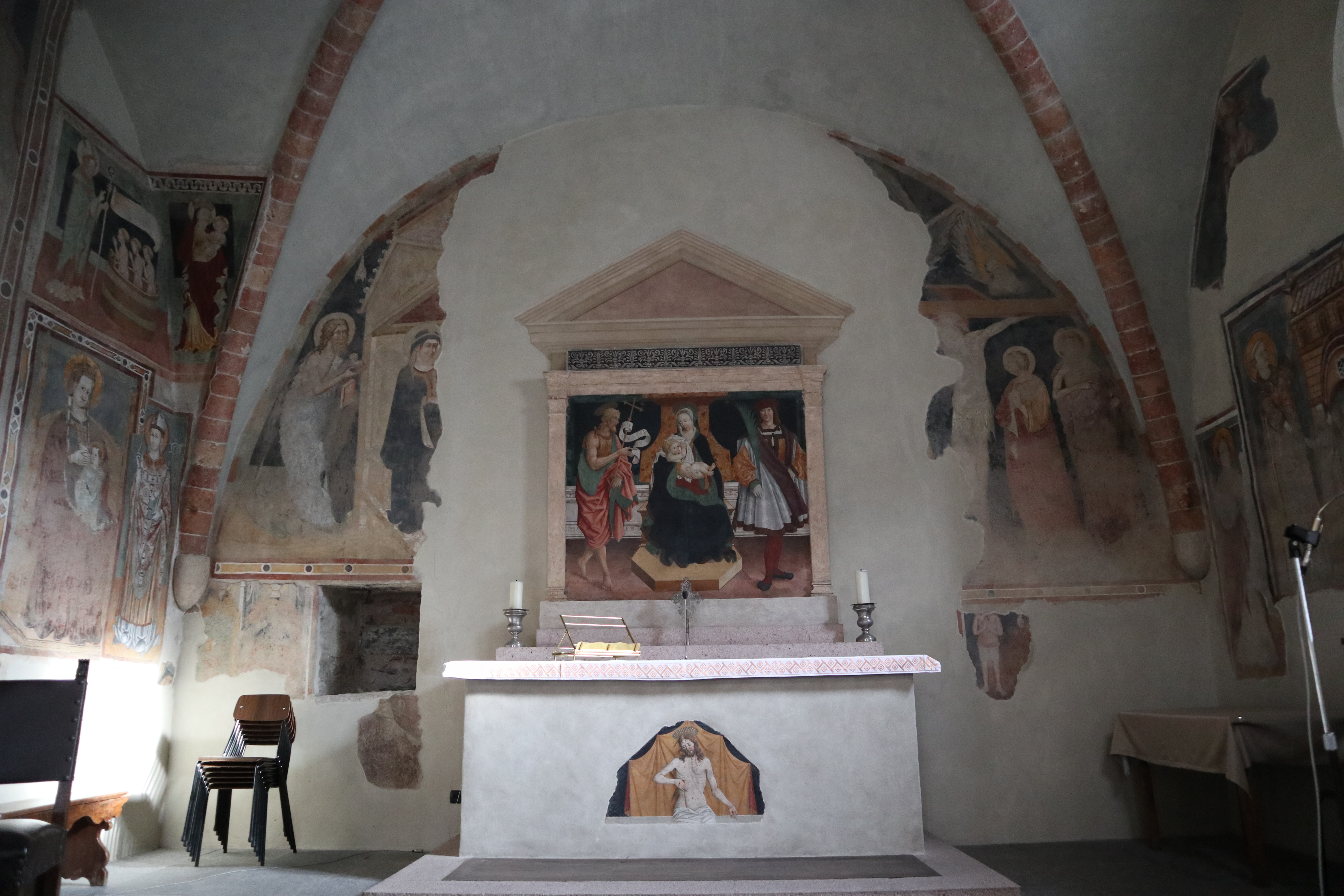
Il presbiterio
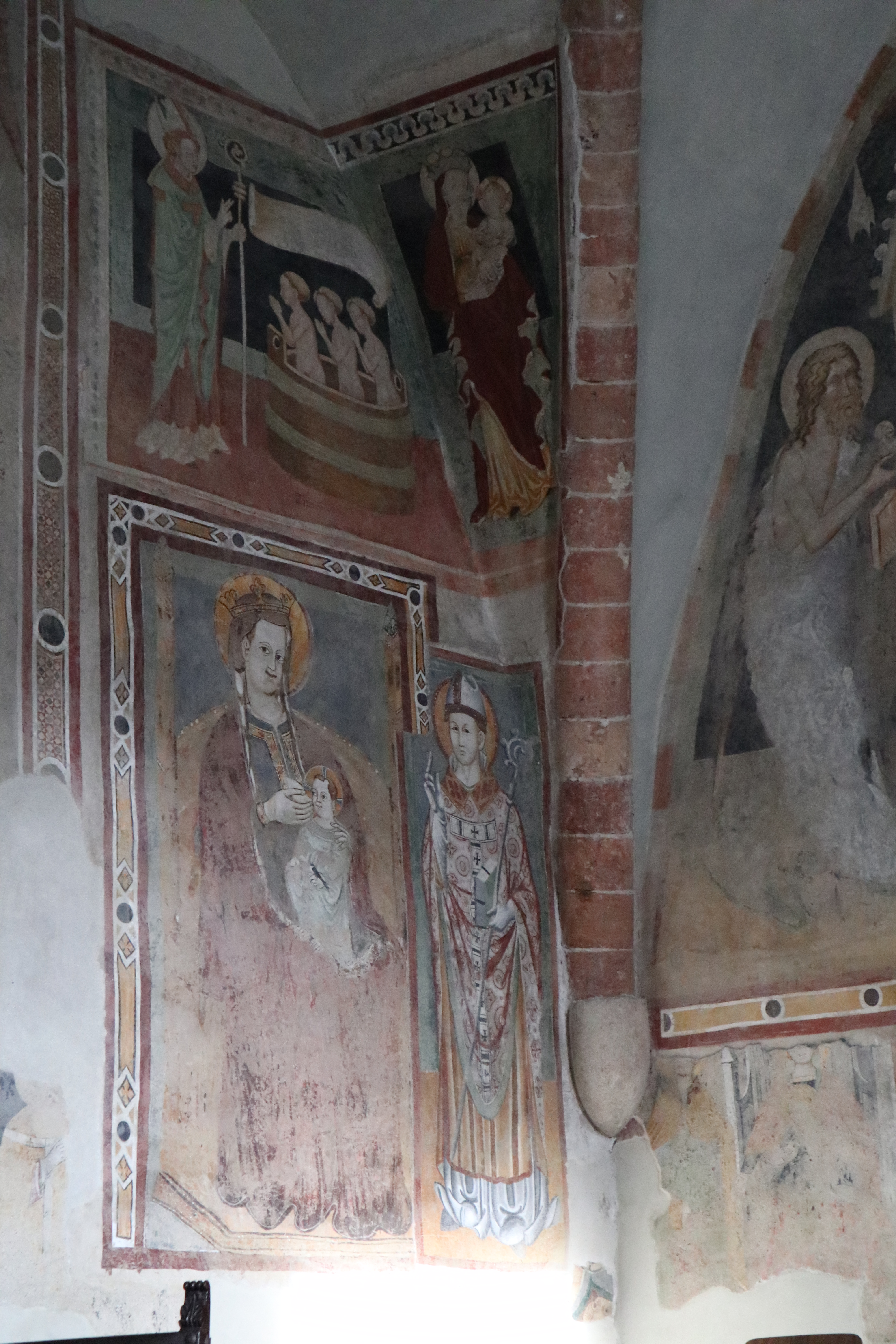
Madonna del Latte, 1320
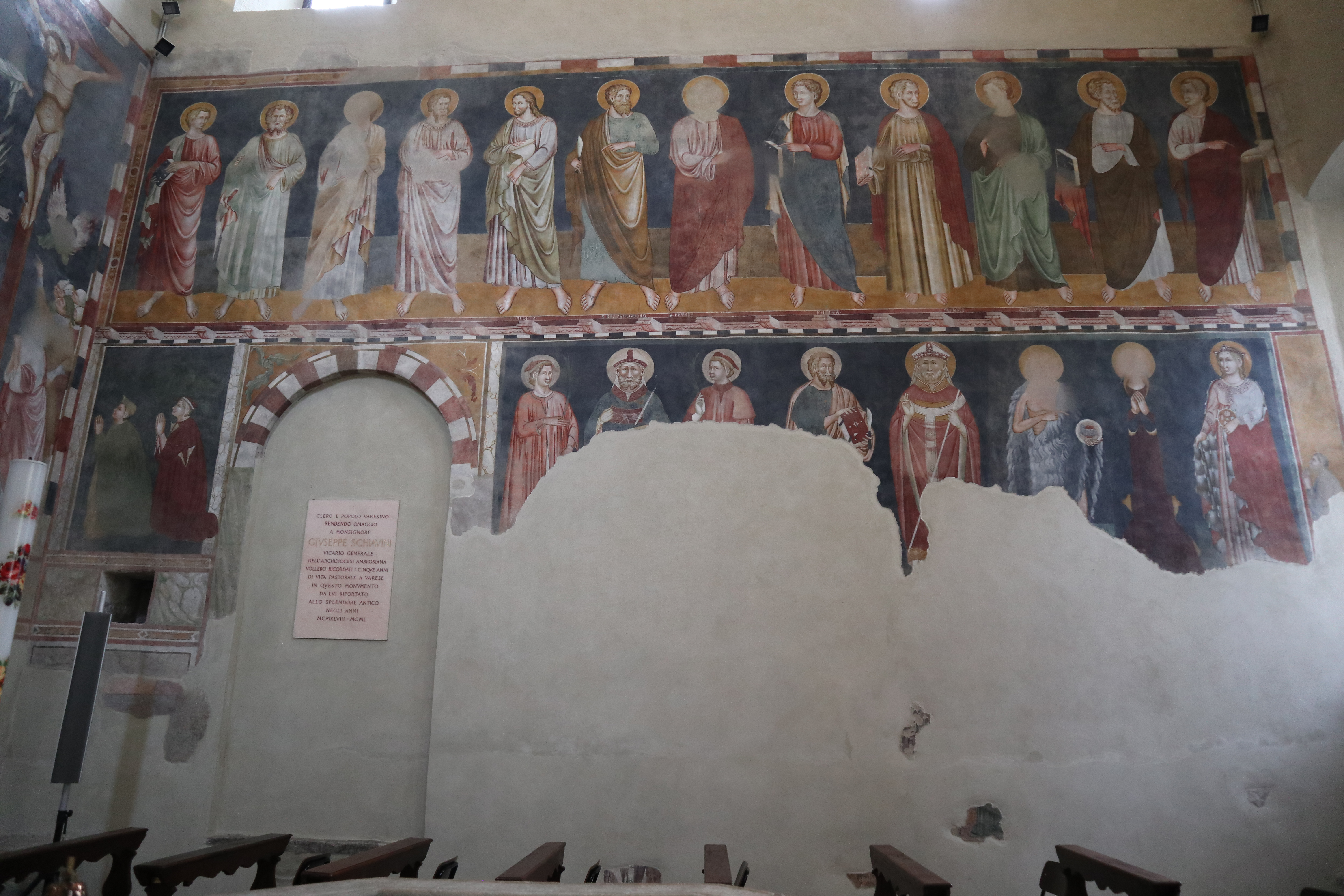
Affreschi nell'aula occidentale